# Apple AudioVision 14 Display
Apple AudioVision 14 Display — 14-дюймовий монітор Trinitron, що вироблявся компанією Apple Computer. Цей дисплей є унікальним, оскільки це єдиний дисплей, який коли-небудь використовував роз'єм HDI-45, здатний передавати відео на екран, записувати відео з джерела S-Video, аудіовиходу, аудіовходу і Apple Desktop Bus (ADB) через один кабель. Монітор також має вбудований мікрофон. Драйвер, що входить до комплекту, додає такі спеціальні функції до панелі керування звуком:
- Гучність внутрішнього динаміка
- Гучність аудіовиходу
- Рівень внутрішнього мікрофона
- Вхідний рівень аудіо
- Вибір зовнішнього аудіовходу між чутливістю лінії та мікрофона.

Ці параметри надсилаються до та з мікроконтролера монітора через Apple Desktop Bus. Моделі Power Macintosh, Performa та Workgroup Server 61xx, 71xx і 81xx мають спеціальний вбудований роз'єм HDI-45. Для всіх інших моделей потрібен спеціальний адаптер для окремого підключення аудіо, відео та Apple Desktop Bus до цього монітора.

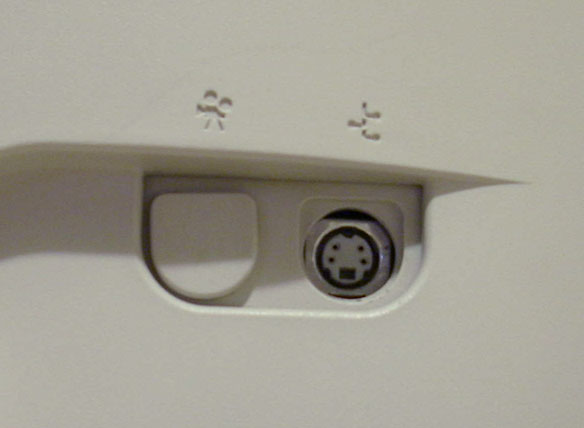
Непідтримуваний роз'єм відеовходу.

Роз'єм відеовходу, який знаходиться на правій стороні монітора, не підтримувався Apple. Він поставляється з гумовою заглушкою в цьому роз'ємі, як видно на зображенні поруч.